# Marujita Díaz
Marujita Díaz, nata María del Dulce Nombre Díaz Ruiz (Siviglia, 27 aprile 1932 – Madrid, 23 giugno 2015), è stata un'attrice spagnola.

## Biografia
Nata nel quartiere di Triana, a Siviglia, iniziò a lavorare da bambina, ottenendo il suo periodo di maggior successo negli anni sessanta, durante i quali lavorò sia in teatro che al cinema e in televisione.
Dopo il matrimonio con il produttore Espartaco Santoni, si sposò con il ballerino Antonio Gades. Dopo 20 anni il matrimonio fu dichiarato nullo.
Dopo la sua morte, i suoi abiti vennero venduti e il ricavato fu dato in beneficenza.

## Filmografia

### Cinema
- Surcos, regia di José Antonio Nieves Conde (1951)
- Gioventù disperata (Ángeles sin cielo), regia di Sergio Corbucci (1957)
- Pelusa, regia di Javier Setó (1960)
- La corista, regia di José María Elorrieta (1960)
- La cumparsita, regia di Enrique Carreras (1961)
- Le bellissime gambe di mia moglie (La casta Susana), regia di Luis César Amadori (1963)
- El globo azul, regia di Javier Setó (1963)
- Grazie zio, ci provo anch'io, regia di Nick Nostro (1971)
- Deseo carnal, regia di Manuel Iglesias (1978)
- El secreto de la abuela, regia di Belén Anguas (2007)

### Televisione
- Un, dos, tres... responda otra vez - serie TV, 2 episodi (1983-1984)
- Truhanes - serie TV, 3 episodi (1993)